# Miranda Sings
Pour les articles homonymes, voir Miranda.
Miranda Sings est un personnage comique créé en 2008 par l'humoriste, youtubeuse et actrice Colleen Ballinger.

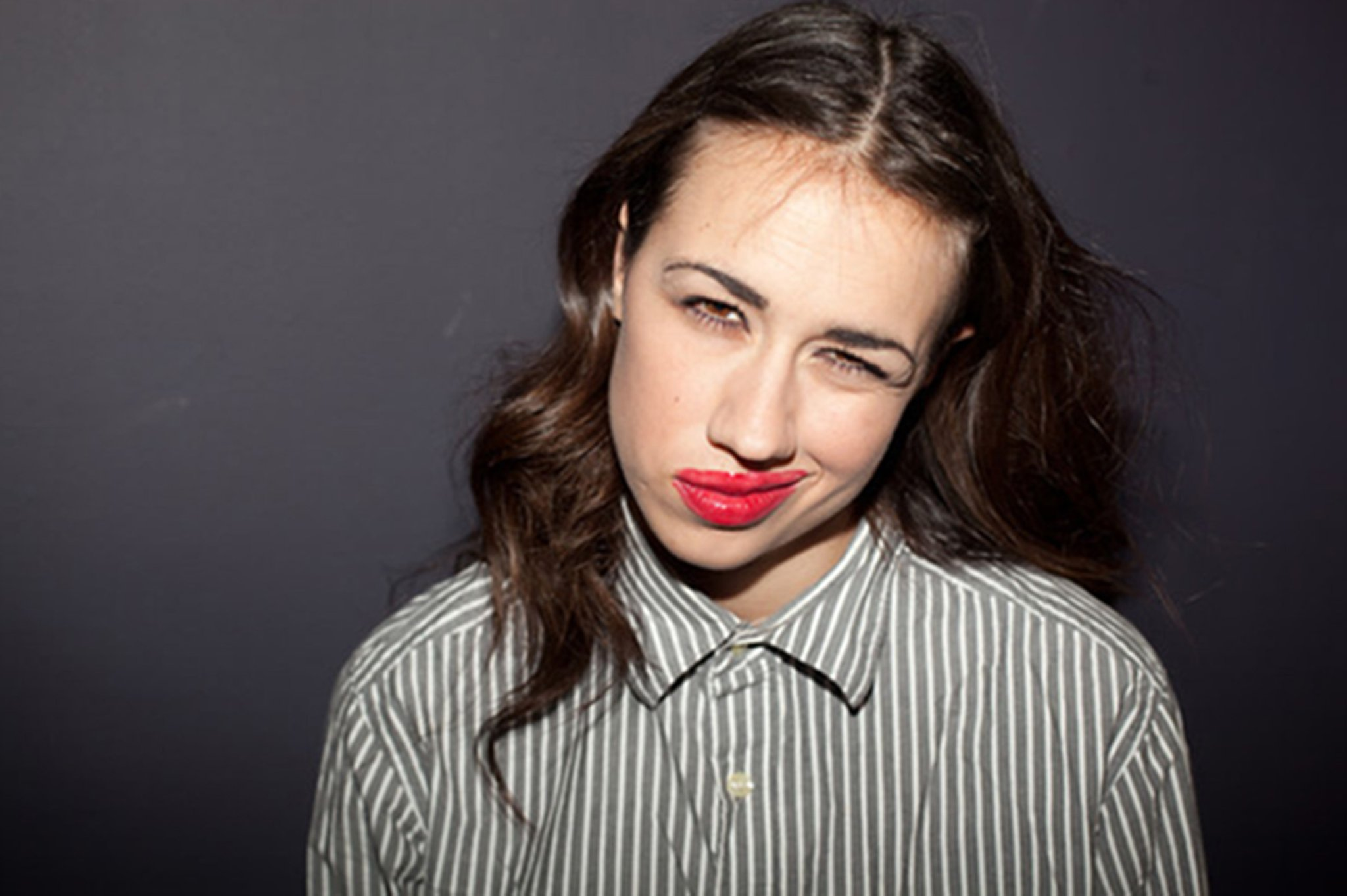
Colleen Ballinger en tant que Miranda Sings.

## Historique
Colleen affiche ses vidéos sous l'identité comique d'une fille sans talent et égoïste sur YouTube sous le nom de Miranda Sings. Très vite, celle-ci gagne une notoriété. En effet, depuis 2009, Colleen Ballinger se produit dans des salles de spectacle sous l'identité de Miranda aux États-Unis, en Australie, Royaume-Uni, et dans d'autres pays. En février 2015, la chaîne principale de Miranda a dépassé les 350 millions de visionnements et les 3,3 million d'abonnées. Depuis la création de la chaîne, Colleen Ballinger a posté plus de 400 vidéos sur sa chaîne YouTube. En 2015, Ballinger sort son premier livre, Selp Helf, sous le nom de son personnage. Son livre connait un énorme succès et devient un best-seller. La chaîne de Miranda compte, en janvier 2016, plus de 5,8 millions d'abonné(e)s et plus de 830 millions de vues. En 2016, elle annonce qu'une série de 8 épisodes de 30 minutes basée sur la vie de Miranda Sings serait disponible sur Netflix. La série s'intitule Haters Back Off, elle est disponible depuis le 14 octobre 2016. En mars 2017 , la chaîne YouTube de Colleen Ballinger compte près de 5 millions d'abonnés . 

## Description
Ces vidéos mettent en vedette le personnage de Miranda chantant des chansons récentes, donnant des tutoriels beauté complètement ratés, ou encore discutant d’événements d'actualité. Le personnage est inspiré des mauvais chanteurs qui croient que mettre leurs vidéos sur Internet les conduira au succès.
Le personnage de Miranda est censé vivre avec sa mère et son oncle à Tacoma. Elle pense être meilleure que tout le monde, dans tous les domaines. Par ailleurs, elle se considère elle-même comme une chanteuse, danseuse, actrice, mannequin et magicienne professionnelle. Elle appelle ses admirateurs Mirfanda. Elle est très reconnaissable par son rouge à lèvres qui déborde de ses lèvres, son style vieillot, et ses nombreuses répliques et expressions faciales. Elle fait souvent allusion à des Youtubers, qu'elle considère comme ses petits amis, qu'elle surnomme ses "bae".

## Filmographie

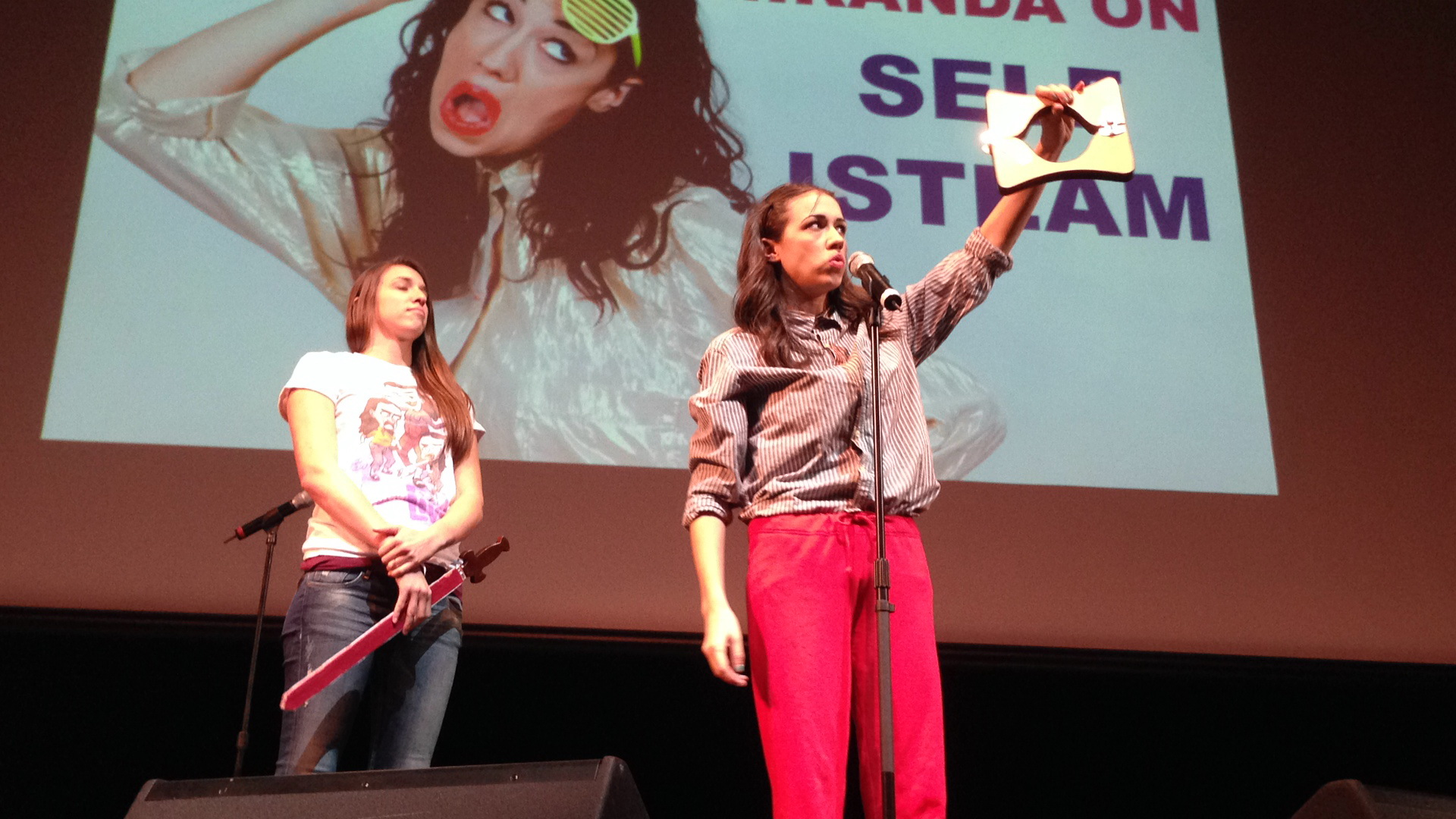
Miranda Sings au North Birch Park Theatre à San Diego en Californie le 8 février 2014.

### Cinéma
- 2011 : Varla Jean and the Mushroomheads de Michael Schiralli

### Télévision
- 2012 : Dr. Fubalous
- 2012 : Victorious (saison 3, épisode 11)
- 2014 : Comedians in Cars Getting Coffee (saison 5, épisode 4)
- 2016-2017 : Haters Back Off

## Livres
• Selp Helf, 2015

## Sources
- (en) Richard Lawson, « This Is America’s Newest Best-Selling Author », Vanity Fair, 27 février 2015
- (en) Jay Hathaway, « Miranda Sings Is Really Helping Jerry Seinfeld With His Career », Gawker, 12 février 2014